# دفنة مبرعمة
دفنة مبرعمة (الاسم العلمي:Daphne gemmata) هي نوع من النباتات تتبع جنس الدفنة من الفصيلة المثنانية.